# Sydbläddra
Sydbläddra (Utricularia australis) är en vattenväxt, som lever i stillastående vatten.